# Коњер
Коњер (фр. Cogners) је насељено место у Француској у региону Лоара, у департману Сарт.
По подацима из 2011. године у општини је живело 197 становника, а густина насељености је износила 14,49 становника/km².

## Демографија
| 1962. | 1968. | 1975. | 1982. | 1990. | 2011. |
| ----- | ----- | ----- | ----- | ----- | ----- |
| 363   | 327   | 255   | 207   | 191   | 197   |